# Гирканский национальный парк
Гирканский национальный парк (азерб. Hirkan Milli Parkı) — национальный парк в Азербайджане, в регионе Талыш. Создан в 2004 году по распоряжению президента Азербайджанской Республики от 9 февраля 2004 года на базе одноимённого заповедника на юго-востоке страны, созданного в 1969 году на площади 2906 га, на территориях Ленкоранского и Астаринского районов. Площадь парка после расширения в два раза в 2008 году составляет 40 358 га. Основная часть парка покрыта лесами. Территория Гирканского национального парка имеет сырой субтропический климат.

## Цель создания
Основная цель создания парка — защита ландшафтов влажных субтропиков, а также защита реликтовых и эндемических видов растений, комплексная охрана природы, сохранение видов флоры и фауны, которые занесены в Красную книгу Азербайджанской Республики, проведение мониторинга окружающей среды, информирование общественности, в то же время организация исследований и создание условий для туризма и отдыха.

## Флора
Из 435 видов деревьев и кустарников, распространённых на территорий Азербайджана, 150 произрастают в Гирканских лесах, что составляет больше 1/3 части, в том числе занесенные в «Красную книгу» Азербайджана гирканский самшит, железное дерево, дуб каштанолистный, инжир, груша гирканская, альбиция ленкоранская, хурма кавказская, ольха и другие. В секретариат ЮНЕСКО были переданы  документы  для включения гирканских лесов в список мирового природного и культурного наследия.
Флора парка включает 1900 видов, включая 162 эндемических, 95 редких, 38 вымирающих видов. На долю каждых 1000 гектаров национального парка приходятся 32  вида растений.
Кроме вышеперечисленных растений, в парке также имеются различные виды лиан, виноградные лозы, смилакс, плющ Пастухова, ежевика, шиповниковые кусты и т. д.

## Фауна
На июль 2024 года в парке обитают 15 кавказских (переднеазиатских) леопардов. Среди насекомых обитает Carabus talyschensis, эндемик Талыша.
Из животных здесь обитают:
| Название                 | Научное название                 | Изображение |
| ------------------------ | -------------------------------- | ----------- |
| Переднеазиатский леопард | Panthera pardus ciscaucasica     |             |
| Талышский фазан          | Phasianus colchicus talischensis |             |
| Гирканская гаичка        | Poecile hyrcanus                 |             |
| Чёрный аист              | Ciconia nigra                    |             |
| Беркут                   | Aquila chrysaetos                |             |
| Кудрявый пеликан         | Pelecanus crispus                |             |
| Мраморный чирок          | Marmaronetta angustirostris      |             |
| Могильник                | Aquila heliaca                   |             |
| Турач                    | Francolinus francolinus          |             |
| Бородач                  | Gypaetus barbatus                |             |
| Пятнистый олень          | Cervus nippon                    |             |
| Рысь                     | Lynx                             |             |
| Барсук                   | Meles meles                      |             |
| Кабан                    | Sus scrofa                       |             |

## Филателия

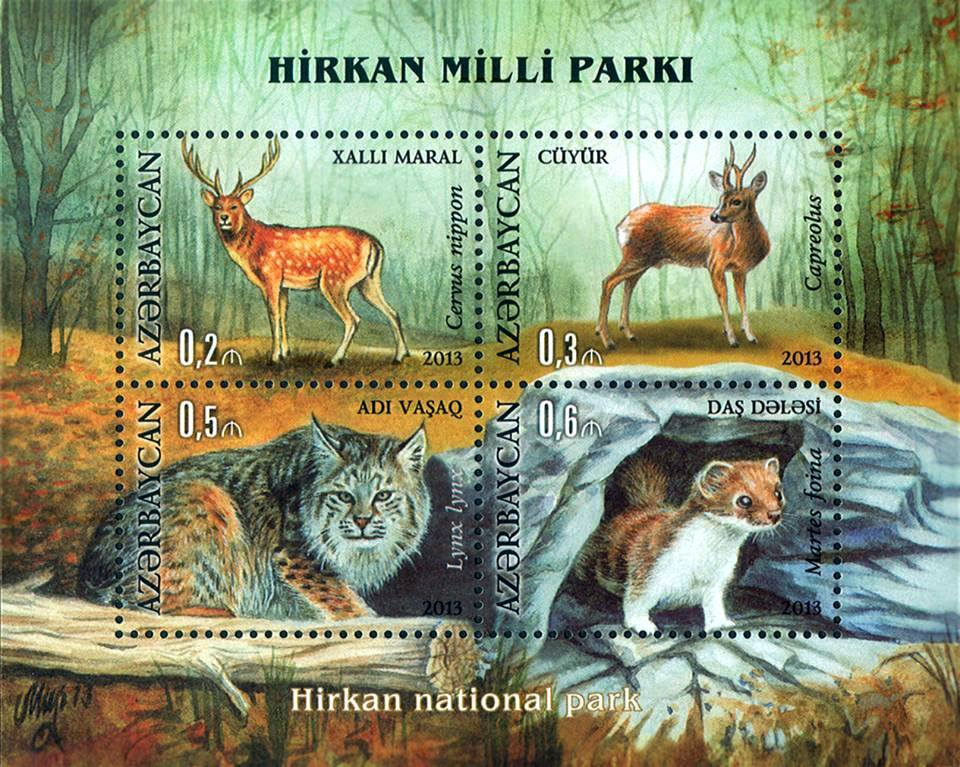
Марки Азербайджана, 2013
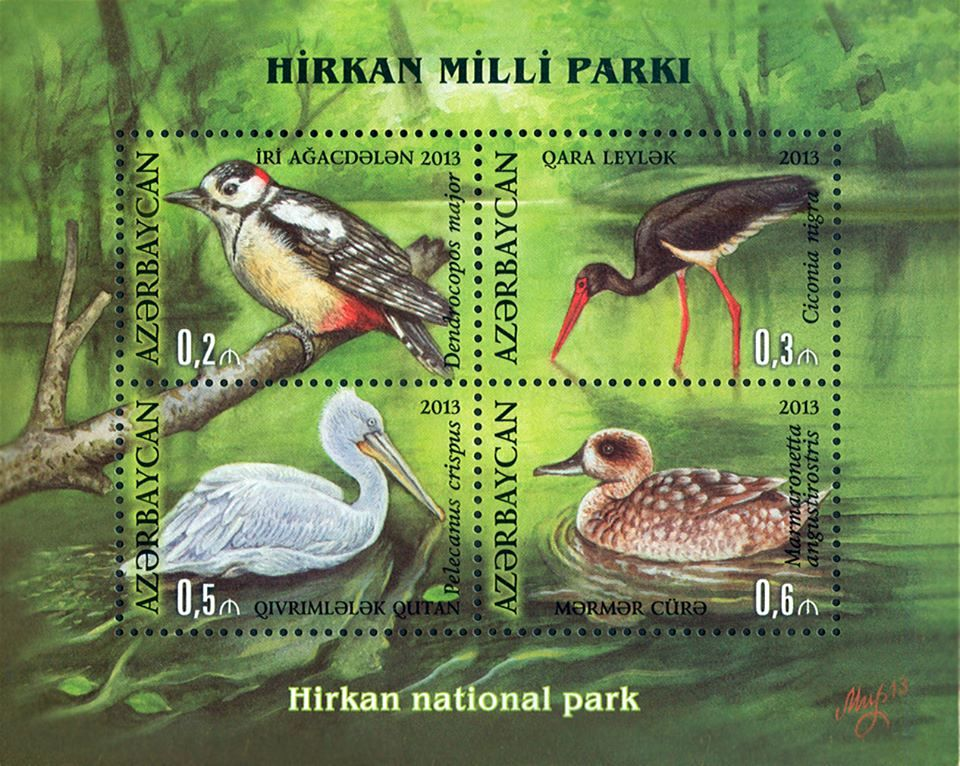
Марки Азербайджана, 2013